# Borys Sobieski
Borys Robert Sobieski (* 1978 in Tübingen) ist ein deutscher Politiker. Seit September 2024 ist er Vorsitzender der Piratenpartei Deutschland.

## Leben
Sobieski ist „gelernter ITler und zertifizierte Fachkraft für Datenschutz“. Zwischen 2002 und 2003 absolvierte er seinen Zivildienst am Universitätsklinikum in Tübingen. Danach arbeitete er freiberuflich bei verschiedenen Firmen im IT-Bereich, unter anderem bei der Deutschen Vermögensberatung, der Axel Springer SE und bei der Kreditanstalt für Wiederaufbau. Seit 2016 ist er Administrator und Datenschutzkoordinator bei einem mittelständischen Sondermaschinenbauer, wo er auch als Betriebsratsvorsitzender tätig ist.
Sobieski wohnt in Wannweil, ist verheiratet und hat zwei Kinder.

## Politik
Sobieski trat 2009 den Piraten bei. Er ist seit Juli 2018 Vorsitzender des Bezirksverbandes Südwürttemberg, seit April 2019 zusätzlich auch Vorsitzender der Piratenpartei Baden-Württemberg. Von November 2019 bis Mai 2021 war er Generalsekretär im Bundesvorstand der Piratenpartei.
Auf dem Bundesparteitag am 14. und 15. September 2024 in Nürnberg wurde Sobieski als Nachfolger von Lukas Küffner als neuer Bundesvorsitzender der Piratenpartei gewählt.